# Chirita marcanii
Chirita marcanii är en tvåhjärtbladig växtart som beskrevs av William Grant Craib. Chirita marcanii ingår i släktet Chirita och familjen Gesneriaceae. Inga underarter finns listade i Catalogue of Life.